# Imbroglio (bande dessinée)
Pour les articles homonymes, voir imbroglio.
Imbroglio est un album de bande dessinée en noir et blanc de petit format. Le scénario et les dessins sont de Lewis Trondheim.

## Synopsis
Trois personnages, un homme, sa femme et son associé, se disputent et font tour à tour des tentatives d'assassinat manquées ou simulées. Le déroulement est filmé par la police dans le but de fournir des preuves contre l'un des protagonistes, escroc et assassin avant cela d'un troisième associé.

## Analyse
Lewis Trondheim, connu par sa participation à des séries-fleuves comme Donjon, se moque de la brièveté de l'histoire qu'il est contraint de raconter dans un si petit espace. Il multiplie les rebondissements et les retournements de situation. Toute l'histoire se situe dans une pièce fermée d'un appartement bourgeois ce qui, avec un couple et l'associé du mari, amant de la femme, renforce l'impression d'une pièce de théâtre de boulevard en accéléré où le coup de théâtre est roi et où le spectateur est perdu, promené.

## Publications
- L'Association, coll. Patte de mouche no 11, 1992. (ISBN 2-909020-13-1) édité erroné (BNF 35521276)
- L'Association, coll « Patte de mouche » (2e série) no 1, janvier 1995)  (ISBN 2-909020-35-5) : version entièrement redessinée par l'auteur.

## Adaptation
- The Bloody Olive, un court métrage en flamand de Vincent Bal sorti en 1996. Il dure douze minutes. Le film reprend la trame d'Imbroglio dans une version hommage aux films noirs avec une photographie en noir et blanc.
- BROGLII, spectacle de théâtre de rue par la compagnie Lapin 34, exercice de style prenant comme scénario initial celui de Lewis Trondheim.